# Microcephalops inermus
Microcephalops inermus är en tvåvingeart som först beskrevs av Hardy 1954.  Microcephalops inermus ingår i släktet Microcephalops och familjen ögonflugor. Inga underarter finns listade i Catalogue of Life.